# Uppsala universitet

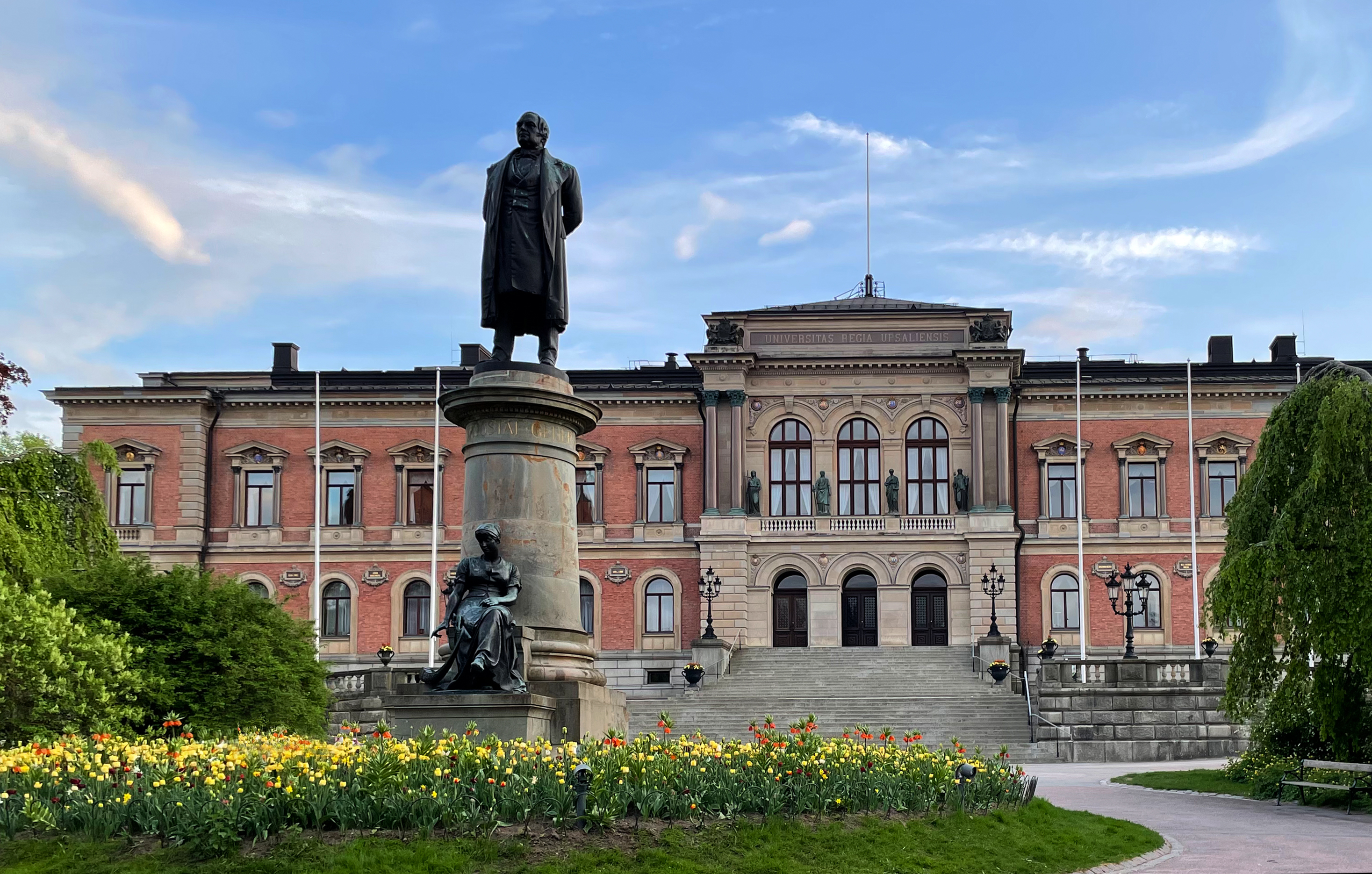
Universitetshuset i Uppsala, universitetets huvudbyggnad, invigt år 1887.

Uppsala universitet (UU) är ett svenskt statligt universitet i Uppsala. Det grundades 1477 av ärkebiskop Jakob Ulfsson, vilket gör det till Nordens äldsta universitet.  Uppsala universitet har alltsedan stormaktstiden utvecklats till ett av Europas främsta lärosäten och rankas regelbundet som ett av Sveriges främsta, samt bland världens 100 främsta inom samtliga discipliner. Det rankades på 86:e plats i världen i Times Higher Educations rankning av världens främsta lärosäten 2018. 2023 rankades Uppsala universitet på 148:e plats i världen.
Universitetet har omkring 28 000 helårsstudenter fördelade över nio fakulteter. Av de cirka 6 700 anställda är omkring 2 400 doktorander och 1 600 lärare, varav nära 700 professorer. Universitetet omsatte cirka 8,5 miljarder kronor år 2023, varav en tredjedel gick till utbildning på grundnivå och avancerad nivå, samt två tredjedelar till forskning.
Bland universitetets alumner återfinns 16 nobelpristagare, åtta regenter, 14 statsministrar och över 50 ledamöter av Svenska Akademien.
Universitetet har en rik internationell prägel, inklusive samarbets- och utbytesavtal med flera av världens främsta institutioner för högre utbildning. Det är bland annat anslutet till Coimbragruppen och European University Association.
Därutöver kännetecknas det av ett traditionsrikt studentliv, omfattande bland annat 13 studentnationer, sex studentkårer och ett stort antal anknutna organisationer, föreningar och sällskap. Många akademiska traditioner i Norden, såsom den svenska studentmössan, har sitt ursprung vid Uppsala universitet.
Arkitektoniskt präglar universitetet starkt Uppsalas bebyggelse, även i nutid vida utöver det ursprungliga kärnområdet omkring Uppsala domkyrka. Bland kulturminnesmärkta byggnader märks bland annat Gustavianum, Universitetshuset och universitetsbiblioteket Carolina Rediviva.

## Historia

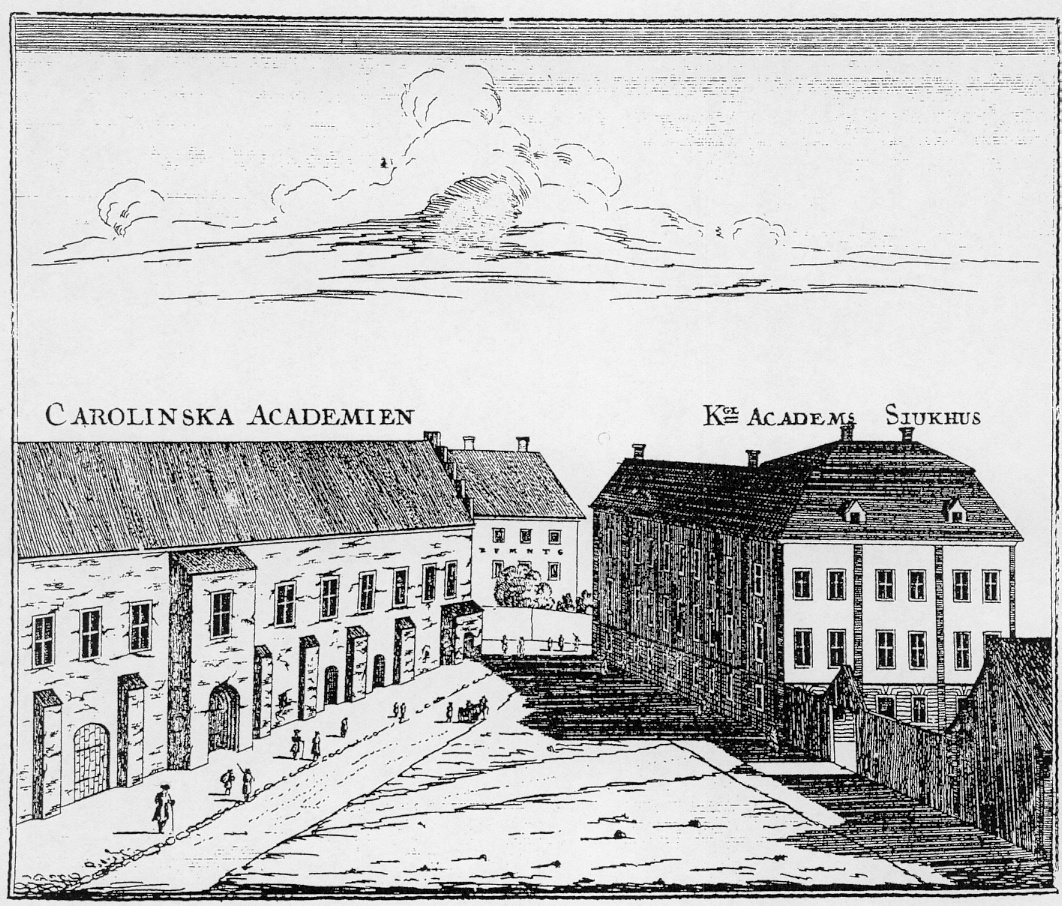
Academia Carolina, universitetets ursprungliga byggnad, uppförd på 1400-talet. Gravyr av Fredrik Akrel ur Utkast till beskrifning om Upsala av Johan Busser (1769). Byggnaden revs 1778.

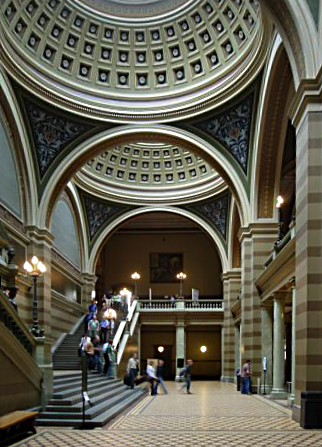
Entréhallen i universitetshuset.

### Före stormaktstiden
Uppsala universitet grundades 1477 genom att ärkebiskop Jakob Ulfsson 27 februari emottog en påvlig bulla av påve Sixtus IV för katolska kyrkans räkning att inrätta en utbildningsinstitution för präster i form av ett Studium Generale, orienterat mot Bologna universitet som förebild. Det svenska riksrådet godkände planerna 2 juli och utbildningen inleddes 7 oktober samma år.
I och med den protestantiska reformationen kom universitetets verksamhet att starkt begränsas. Universitetets katolskt präglade inledande verksamhetstid uppskattades inte av den dåvarande förste protestantiskt sinnade kung Gustav Vasa. Efter reformationen dog undervisningen i praktiken ut efter mitten av 1500-talet, även om universitetstjänster fortfarande tillsattes. Under Johan III:s understöddes i stället katolska Collegium regium Stockholmense. Vid Uppsala kyrkomöte 1593 beslöts att återöppna universitetet, men nu i enlighet med den nyorganiserade lutherska Svenska kyrkans inriktning. Det tog dock i realiteten ett tiotal år innan en helt fungerande verksamhet åter var på plats.

### Stormaktstiden

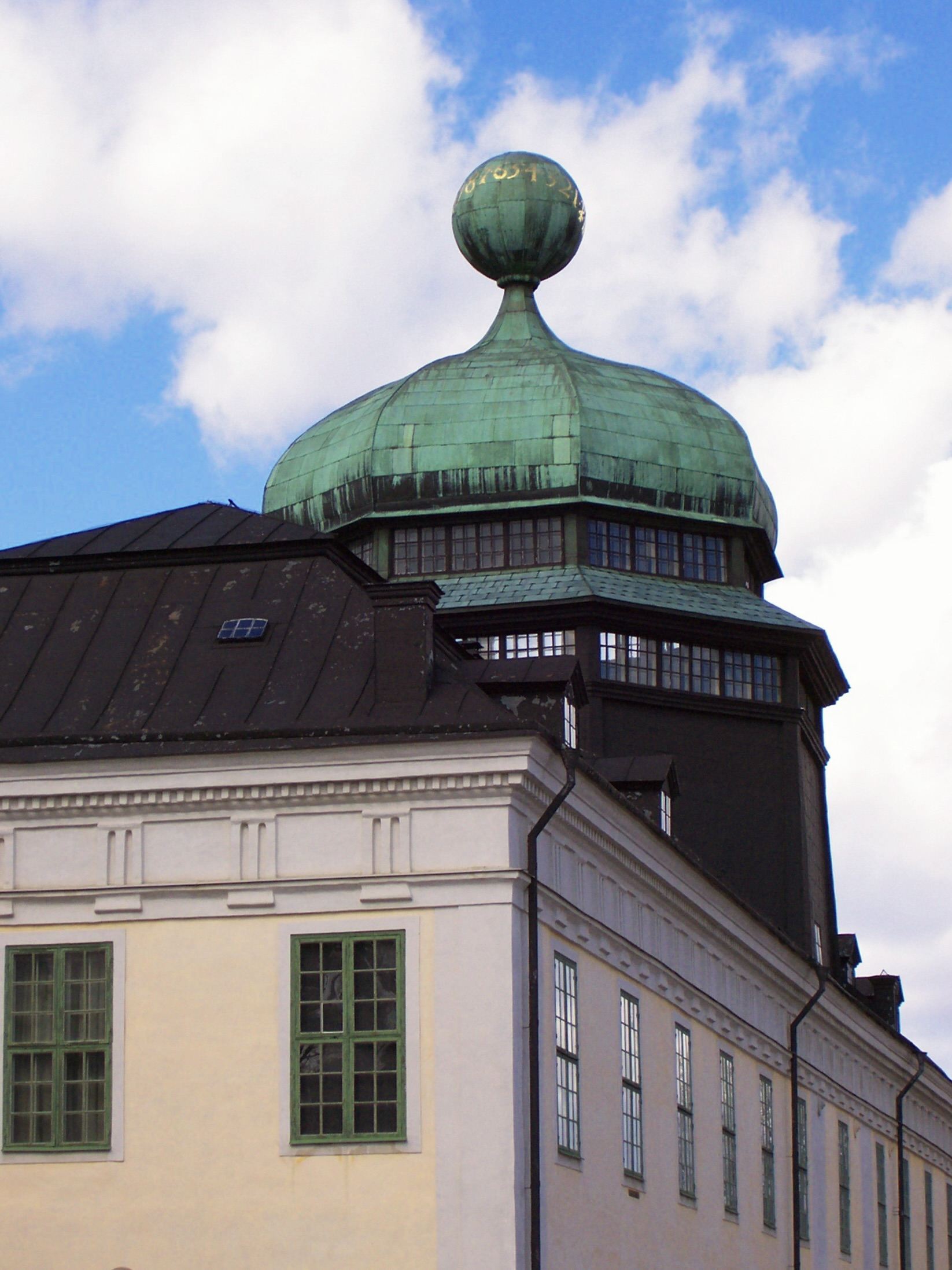
Gustavianum.

Den som återupprättade universitetet var den likaså lutherske kungen Gustav II Adolf. Han insåg fördelarna av att även bygga stormakten Sverige med intellektuella medel. Viktiga ämnen var statsvetenskap, historia, men även teologi – nu i luthersk tappning. 1622 började ett nytt universitetshus, Gustavianum, byggas. Det färdigställdes under 1620-talet. 1622 donerade Johan Skytte medel till Skytteanska professuren i statskunskap och vältalighet, viktiga ämnen för en stormakt. Tjänstebostaden Skytteanum finns än idag kvar som tjänstebostad. 1624 donerade Gustav II Adolf de Gustavianska arvegodsen – bortåt 400 gårdar och torp, samt skogar och kvarnar i Uppland och Västmanland till universitetet. Deras värde uppskattas idag (2007) till ett värde av 2 miljarder kronor och har en yta av knappt halva Öland. Olof Rudbeck d.ä. försökte bidra till Sveriges ära genom att i sin Atlantican härleda världens historiska ursprung till Sverige och Uppsala. Kanske är det också han som ändrat i Silverbibeln, för att få det att framstå som att Jesus besökt templet i Gamla Uppsala. Gustav II Adolf grundade också Sveriges andra universitet i Dorpat 1632 (nuv. estniska Tartu Ülikool). Sveriges mest värdefulla bok, den gotiska Silverbibeln från början av 500-talet, kom till Sverige 1648 som krigsbyte från Prag och skänktes till Uppsala universitet 1669. 1663 inrättades exercitierna, de praktiska ämnena ridning, fäktning, dans och musik. De finns ännu kvar vid universitetet. Dessa breda nysatsningar på universitetet ledde till ett tydligt uppsving för det akademiska livet i Sverige.

### Naturvetenskapens framväxt

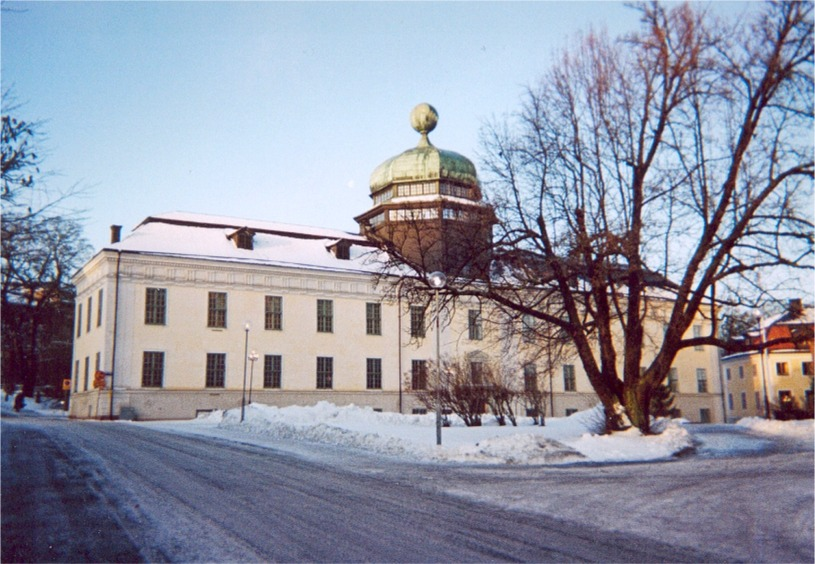
Gustavianum med Anatomiska teatern.

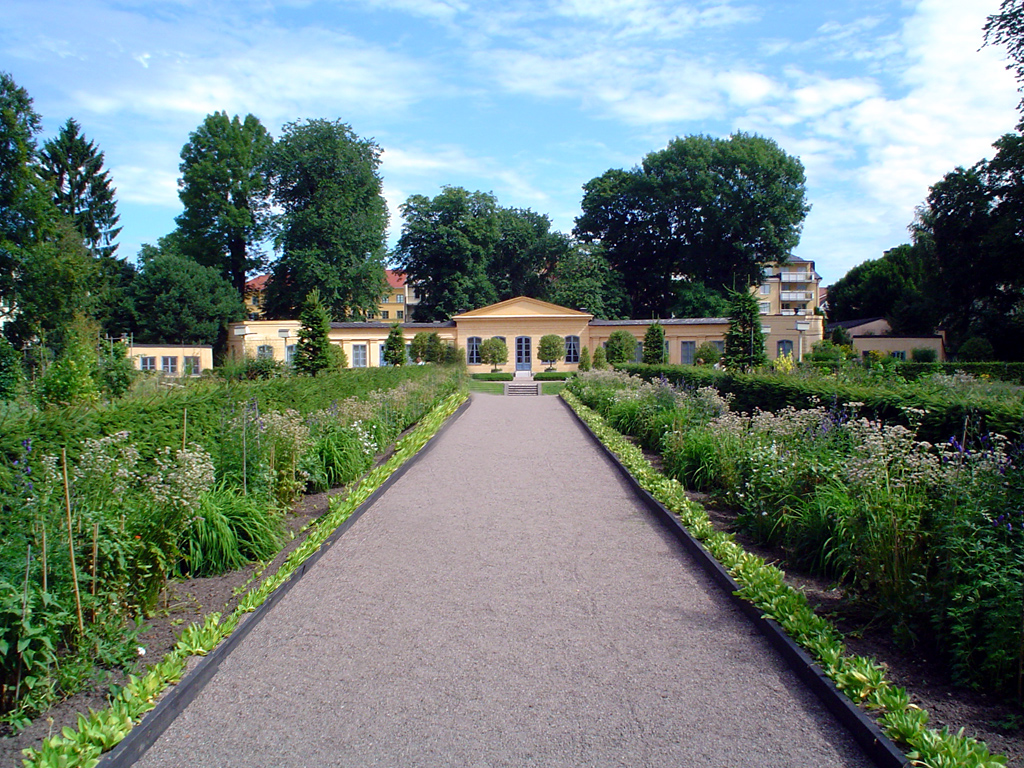
Linnéträdgården, tillika Östgöta nations första nationshus.

Från 1600-talet och framåt började naturvetenskapen på allvar göra sitt intåg vid universitetet. Olof Rudbeck d.ä. är viktig även här. Han upptäckte lymfsystemet, uppförde 1662-1663 anatomiska teatern i Gustavianum, grundade botaniska trädgården (sedermera Linnéträdgården) och sammanställde en flora över samtliga då kända växter. Denna förstördes dock i den stora stadsbranden 1702, då 3/4 av Uppsala lades i ruiner. Universitetshuset klarade sig dock. När domkyrkan återuppbyggdes efter branden, hjälpte studenterna till att hissa upp storklockan, ”Storan”, Sveriges största klocka på 7 ton. Som tack för hjälpen utlovades fri begravningsringning med klockan. Under 1700-talet hyllades förnuft och vetenskap. Carl von Linné fortsatte kartläggningen och systematiseringen av växtvärlden. Det botaniska intresset dominerade universitetet vid denna tid. Linné övertog den botaniska trädgården och den var också utgångspunkt för de mycket populära botaniska excursionerna till Uppsalas omgivningar. Linné sände också lärjungar över hela världen. Anders Celsius skapade Sveriges första egentliga observatorium 1741, där astronomiska och meteorologiska observationer regelbundet utfördes.

### Romantikens era
Under första halvan av 1800-talet fick förnuftstron ge plats för den tyska romantiken. Det var under denna tid bilden av studenten som en manskörssjungande, idealistisk hjälte växte fram. Adelns privilegier avtog, och genom studier fanns nu möjlighet för en något bredare allmänhet att få inflytande och framgång i samhället. Linné upphöjdes till blomsterkung och nationalhjälte. Erik Gustav Geijer blev 1817 professor i historia, men är även betydelsefull som kompositör och skald. Hans offentliga föreläsningar var mycket populära.
1877 firades universitetets 400-årsjubileum under stor pompa och ståt. Vid detta tillfälle donerade Oscar II en halskedja till Rector Magnificus, vilken än idag bärs vid högtidliga tillfällen. Tidigast 1887 invigdes det nya universitetshuset av kung Oscar II. Året därpå placerades Geijer som staty framför detsamma, i tät konkurrens med Olof Rudbeck d.ä. och Carl von Linné. Uppsalas akademiska värld var främst präglad av konservatism och rojalism och modet föreskrev mustasch, cigarr och punsch. Men även liberala strömningar fanns, till exempel företrädda av studentföreningen Verdandi, som bland annat diskuterar preventivmedel, prostitution och fria förbindelser. Uppsala sedlighetsförening gick till motangrepp och sedlighetsdebatten 1887 var ett faktum. Universitetet ingrep, och satte bland annat upp Thomas Thorilds tänkespråk "TÄNKA FRITT ÄR STORT, MEN TÄNKA RÄTT ÄR STÖRRE." över den nya universitetsaulans ingång.

### Naturvetenskapens återkomst
Under andra halvan av 1800-talet gjordes åter stora satsningar på naturvetenskap. Ett observatorium, ett kemiskt och ett fysiskt laboratorium inrättades och Akademiska sjukhuset byggdes ut kraftigt. The Svedberg fick nobelpris 1926 för sitt molekylärforskning i sin ultracentrifug. Han medverkade även till partikelacceleratorn i The Svedberglaboratoriet vid universitetet. Svedberg var mycket populär och hans verksamhet innebar en ny naturvetenskaplig höjdpunkt vid universitetet.
Under 1900-talets senare hälft har stora politiska satsningar gjort på att bredda rekryteringen till akademin. Universitetet och antalet studenter har därmed vuxit avsevärt. Många nya universitetsbyggnader och studentbostäder har uppförts över hela Uppsala. Samtidigt har breda satsningar på universitet och högskolor gjorts över hela landet, varför Uppsalas betydelse relativt sett minskat.
Idag finns cirka 24 000 helårsstudenter och 2 400 doktorander inskrivna vid Uppsala universitet. Det bedrivs utbildning och forskning inom farmaci, humaniora, juridik, medicin/vård, samhällsvetenskap, språk, teknik/naturvetenskap, teologi och lärarutbildningsområdet.
Sommaren 2013 införlivades Högskolan på Gotland i Uppsala universitet som Campus Gotland.

## Forskning och utbildning
På central nivå finns konsistoriet (universitetets styrelse), akademiska senaten och biblioteksorganisationen samt rektors ledningsråd. Det senare består av rektor, prorektor, vicerektorerna, universitetsdirektören och tre studentrepresentanter.
Universitetet har nio fakulteter fördelade på tre vetenskapsområden, som leds av varsin vicerektor. Fakulteterna är i sin tur indelade i institutioner. Antalet institutioner per fakultet varierar. De teologiska, juridiska och utbildningsvetenskapliga fakulteterna består av en institution var medan teknisk-naturvetenskapliga fakulteten har så många institutioner att man infört en mellannivå, sektion.

### Humaniora och samhällsvetenskap
Humanistisk-samhällsvetenskapliga vetenskapsområdet:
- Teologiska fakulteten
- Juridiska fakulteten
- Historisk-filosofiska fakulteten
- Språkvetenskapliga fakulteten
- Samhällsvetenskapliga fakulteten
- Utbildningsvetenskapliga fakulteten

### Medicin och farmaci
Medicinska och farmaceutiska vetenskapsområdet:
- Medicinska fakulteten
- Farmaceutiska fakulteten

### Teknik och naturvetenskap
Teknisk-naturvetenskapliga vetenskapsområdet:
- Teknisk-naturvetenskapliga fakulteten

### Andra avdelningar
- Uppsala Learning Lab
- Upsala Akademiska Ridklubb

## Byggnader och anläggningar

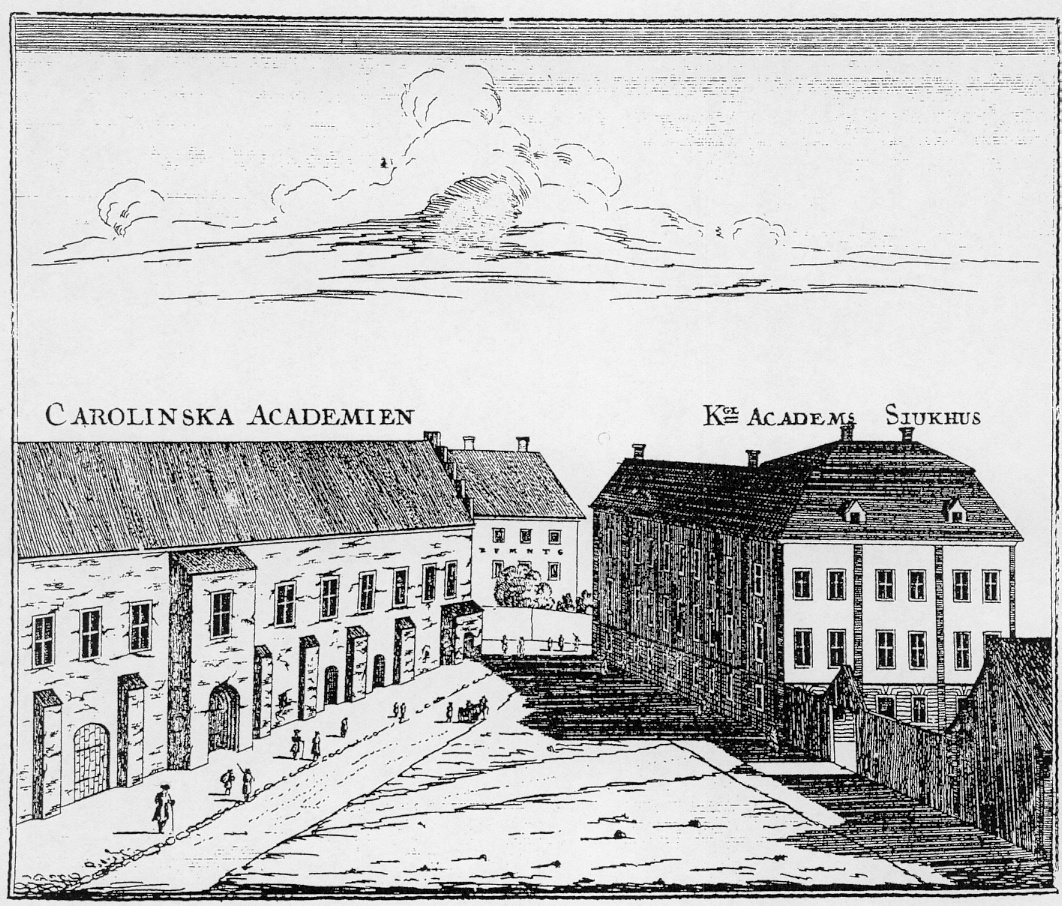
Academia Carolina (till vänster).

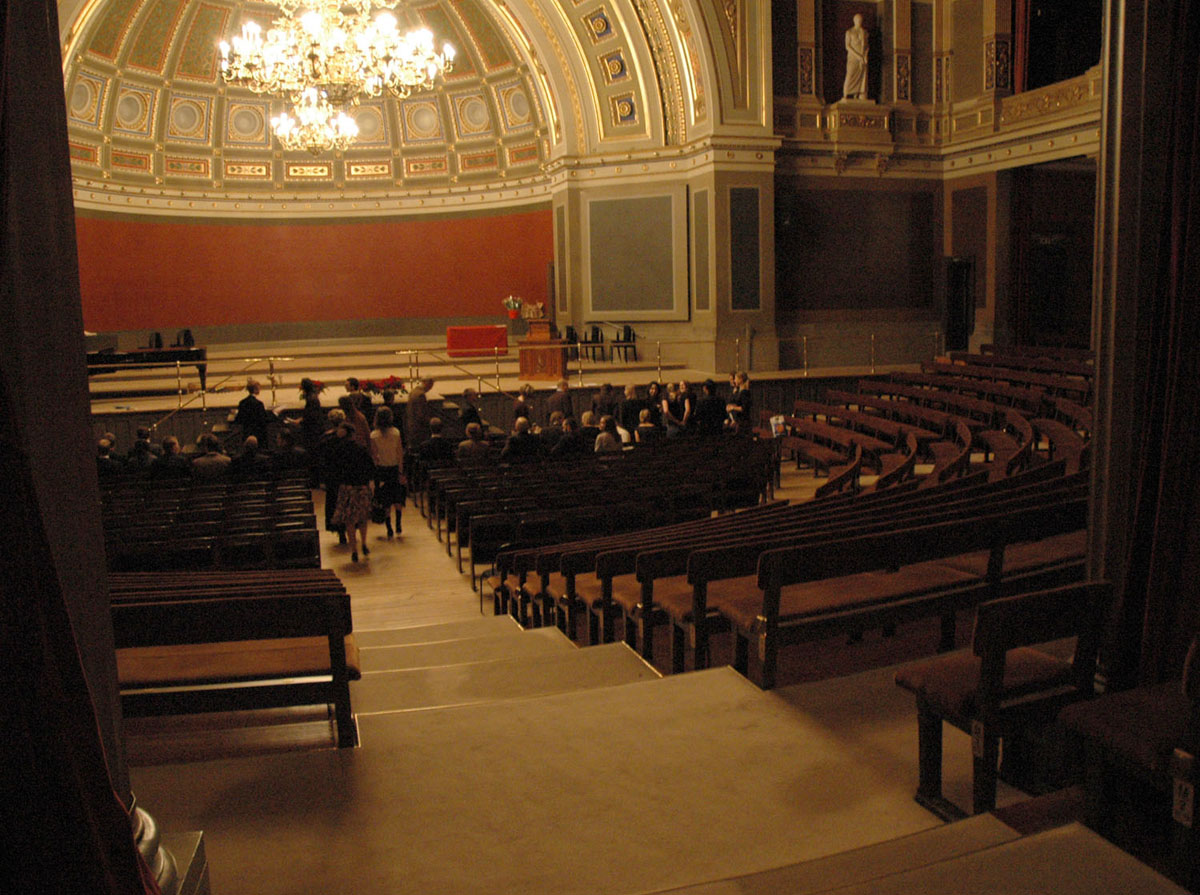
Aulan i universitetshuset.

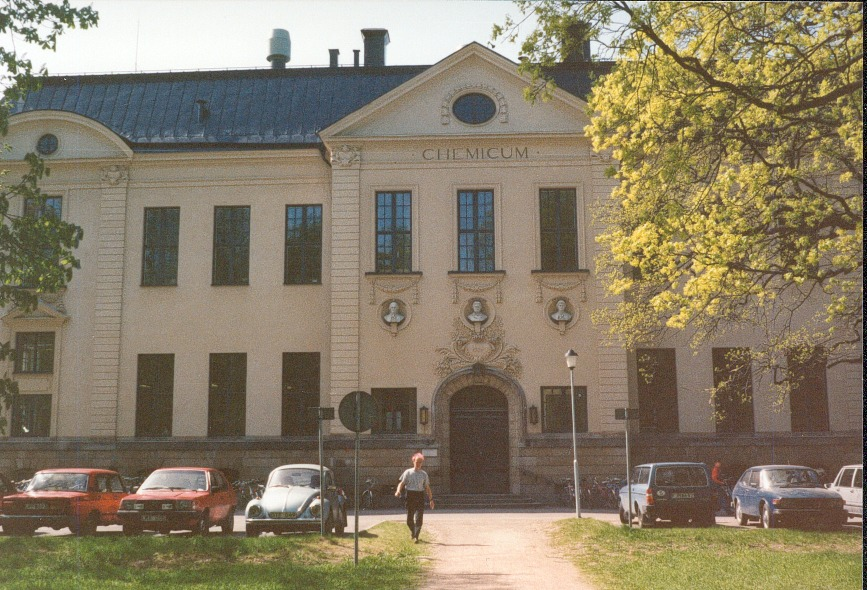
Gamla Kemikum, numera en del av Engelska parkens campus.

Uppsala universitet har byggnader på många platser i Uppsala, främst på västra sidan av Fyrisån.

### De Gustavianska arvegodsen
- De Gustavianska arvegodsen – Bortåt 400 gårdar och torp, samt skogar och kvarnar i Uppland och Västmanland donerade 1624 av Gustav II Adolf. Deras värde uppskattas idag (2007) till 2 miljarder kronor och de har en yta av knappt halva Öland.[13]

### Huvudbyggnader
- Academia Carolina – Universitetets medeltida huvudbyggnad, låg direkt söder om domkyrkan. Riven 1778.[23] (Se: Gustavianum.)
- Gustavianum – Vitt stenhus vid Domkyrkan, framför Domkyrkoplanen. Karaktäristiskt torn med klot på toppen. Uppförd under 1620-talet. 1662-1663 försåg Olof Rudbeck d.ä. den med Anatomiska teatern på taket. Huvudbyggnad 1778-1887. Idag museum.[14][24]
- Universitetshuset – Invigt 1887. Arkitekt Herman Teodor Holmgren. Med 1700-talsfilosofen Thomas Thorilds kända tänkespråk över entrén till aulan: ”Tänka fritt är stort men tänka rätt är större.” Administration och akademiska högtider.[25][26]
- Universitetsparken – Park framför huvudbyggnaden. Erik Gustaf Geijer står staty.[27]
- Skandalhuset – Sjuvåningsstenhus ritat av Victor Dorph och uppfört 1915 intill universitetshuset. Huset fick sitt namn, för att man ansåg det vara en skandal att uppföra ett hus högre än universitetshuset. Universitetsförvaltning.[28]
- Segerstedthuset - Ligger vid Dag Hammarskjölds väg, direkt öster om Blåsenhus och utgör sedan 2017 arbetsplats för universitets ledning, förvaltning och servicecenter.[29]

### Bibliotek

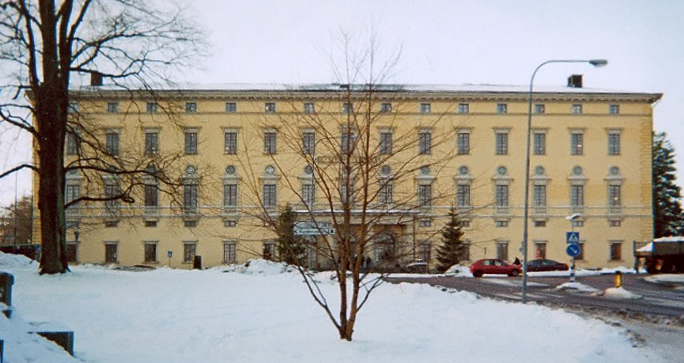
Carolina Rediviva.

- Carolina Rediviva – På åsen vid Drottninggatans slut. Universitetsbibliotekets huvudbyggnad invigd 1841.[30] Här förvaras Silverbibeln. Intill står prins Gustaf staty och i backen Gunnar Wennerberg.

### Linnéminnen
- Linnéträdgården – Anläggning vid Svartbäcksgatan. Sveriges äldsta akademiträdgård anlagd av Olof Rudbeck d.ä. 1655. 1741 tog Carl von Linné över som föreståndare.[31] Orangeriet är uppfört 1743, arkitekt Carl Hårleman. 1817-1885 hyrdes det ut till Östgöta nation som det första nationshuset.[32] Idag är trädgården återställd som den var på Linnés tid.[31] Trädgården pryder också våra 100-kronorssedlar.
- Botaniska trädgården – Anläggning som dels består av barockträdgården framför Uppsala slott, ritad av Carl Hårleman på 1750-talet och donerat av Gustav III 1787; dels en modern avdelning.[31] Orangeriet Linnéanum i Barockträdgården är invigt 1807.[33]
- Linnés Hammarby – Gård utanför Uppsala. 1700-talsgård köpt av Carl von Linné 1758.[34]

### Andra historiska byggnader
- Skytteanum – gult hus vid Domkyrkan med ett valv man kan gå igenom. Byggnaden har anor från 1300-talet och donerades 1622 av Johan Skytte som tjänstebostad för en av honom inrättade Skytteanska professuren i statskunskap och vältalighet, vilket den fortfarande fungerar som.[35]
- Celsiushuset, en stenbyggnad som ligger snett mot Svartbäcksgatan, därmed byggd före 1643 års stadsplan. Inköpt av universitetet 1738 och ombyggt av Anders Celsius till observatorium, färdigt 1741.[36]
- Geijersgården på Övre Slottsgatan 2 från 1700-talet. Tidigare bostad för Erik Gustaf Geijer.
- Gamla Observatoriet i Observatorieparken, invigt 1853.[37]
- Akademiska sjukhuset – numera landstingsägt sjukhus som finns på nuvarande plats sedan 1850.[38]
- Exercitiegården – uppförd 1665 och riven under 1880-talet. Säte för Exercitieinstitutionen.

### Moderna Campusområden[39]

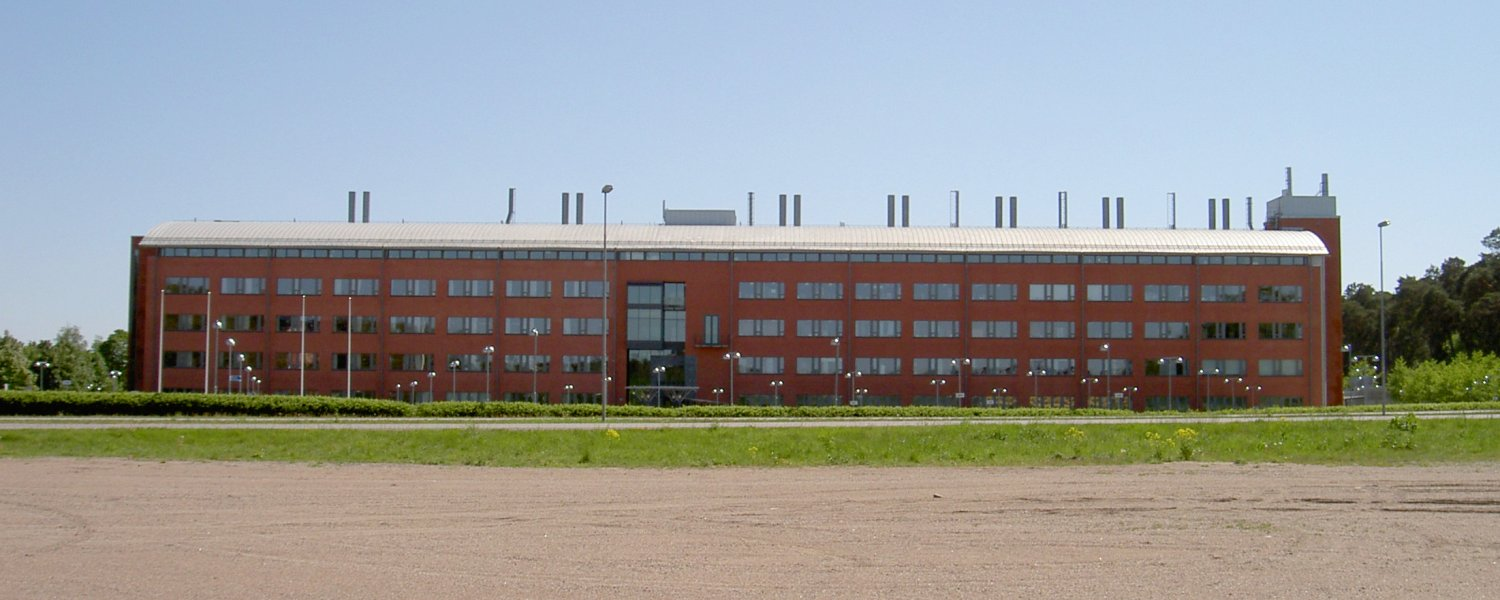
Ångströmlaboratoriet i Uppsala.

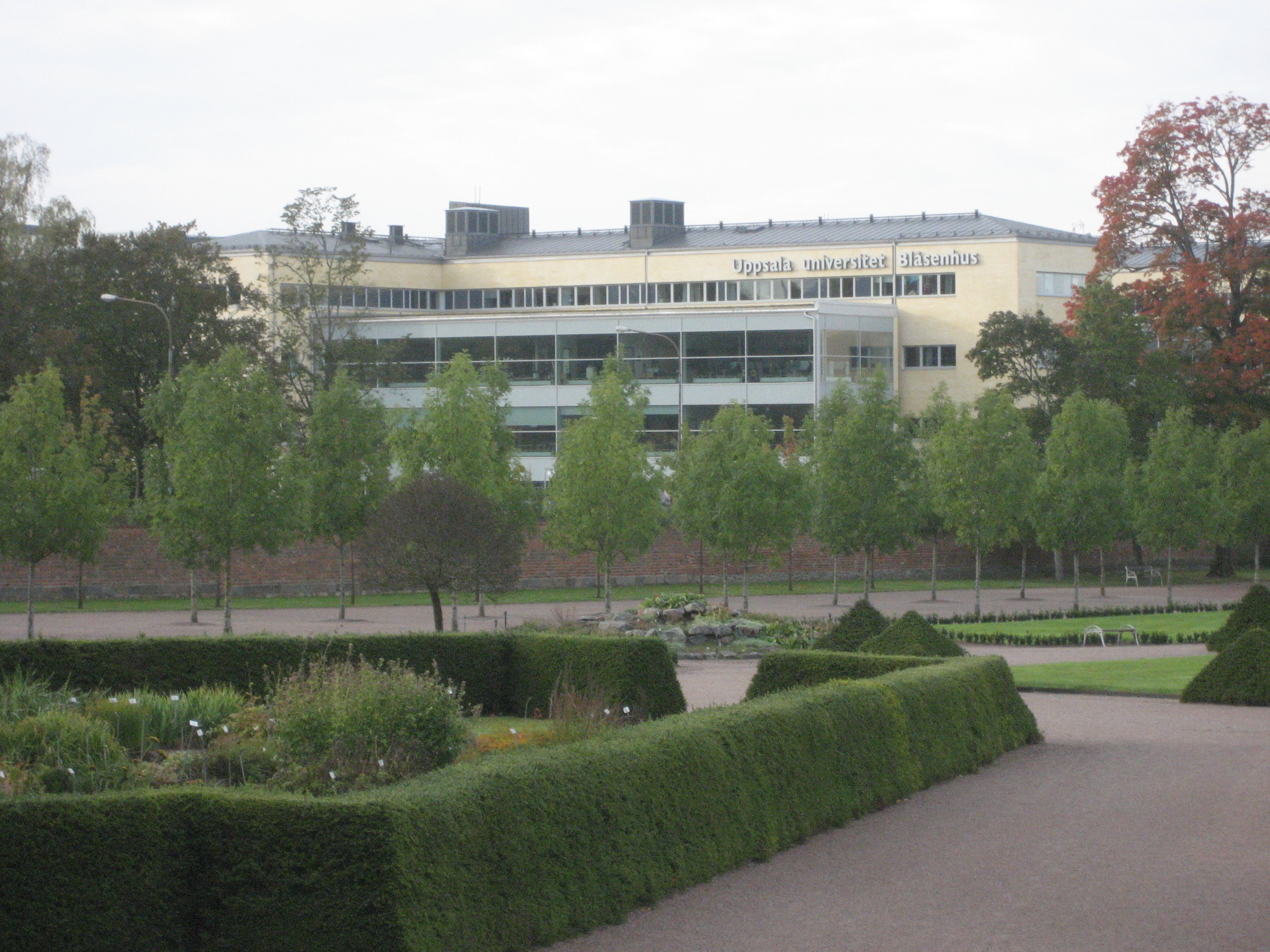
Blåsenhus.

- Engelska parken - Humanistiskt centrum – Campus vid Engelska parken och Carolina Rediviva för teologi och humaniora. Tidigare låg här naturvetenskapliga och tekniska institutioner. Här finns även The Swedberg-laboratoriet med sin partikelaccelerator och skulpturen Energins tempel.
- Polacksbacken – Regementsbyggnader från 1909–1912. Informationsteknologiskt centrum och Ångströmlaboratoriet.
- Biomedicinskt centrum (BMC) – Byggnader från 1960-1980-tal ritade av Paul Hedqvist mellan Dag Hammarskjölds väg och Kåbovägen.[40]
- Ekonomikum – Byggnad av Peter Celsing från 1970-talet vid Observatorieparken. Ursprungligen Humanistiskt-Samhällsvetenskapligt Centrum.
- Evolutionsbiologiskt centrum – Campus på Norbyvägen.
- Geocentrum – Campus på Villavägen.
- Blåsenhus – Campus från 2010 vid slottet för pedagogik och psykologi.[41]
- Rudbecklaboratoriet – Biologiskt laboratorium söder om Akademiska sjukhuset.
- Campus Gotland från och med sommaren 2013.[42]

### Nationshus, kårhus och studentbostäder
Se Studentliv i Uppsala.

## Rankningar
Uppsala universitet brukar rankas som ett av de främsta i Sverige. Globalt är universitetet även mycket högt ansett, vilket avspeglas i höga poäng i de flesta av de främsta rankningarna och rankningsområdena. Uppsala universitet utmärker sig internationellt med att forskningen på universitetet mycket ofta citeras av andra forskare världen över.
| Organisation                                                 | År   | Rankning i världen | Rankning i Europa | Rankning i Sverige |
| ------------------------------------------------------------ | ---- | ------------------ | ----------------- | ------------------ |
| Academic Ranking of World Universities (Shanghai-rankningen) | 2023 | # 82               | -                 | # 2                |
| Times Higher Education - World University Rankings           | 2024 | # 140              | -                 | # 4                |
| QS World University Rankings                                 | 2024 | # 105              | # 22              | # 3                |
| CWTS Leiden Ranking                                          | 2023 | # 161              | # 37              | # 3                |
| US News and World Report - Best Global Universities          | 2022 | # 127              | # 46              | # 3                |
| Webometrics - Ranking Web of Universities                    | 2023 | # 124              | # 33              | # 2                |
| Urap - University Ranking by Academic Performance            | 2022 | # 113              | -                 | # 3                |

## Akademiska traditioner
Titeln på universitetets rektor är Rector magnificus. Han eller hon för vid högtidliga tillfällen universitetets insignier – sigill, spiror, stav och kedja. Akademiska högtider såsom promotion, professors- och rektorsinstallation äger som regel rum i universitetsaulan under högtidliga former med beledsagande klassisk musik. Vid promotion rings i ”Storan”, Sveriges största klocka i domkyrkan, klockan 8 på morgonen. I samband med promotionen skjuts kanonsalut först vid slottet kl 7 och därefter utanför huvudbyggnaden under ceremoninin.

## Studietraditioner
En nybörjare vid universitetet kallas recentior. Undervisningen börjar som regel kvart över hel timma. Detta kallas akademisk kvart (AK). Exercitier är vissa äldre praktiska ämnen såsom fäktning, ridning, dans och musik.

## Nationer och studentliv

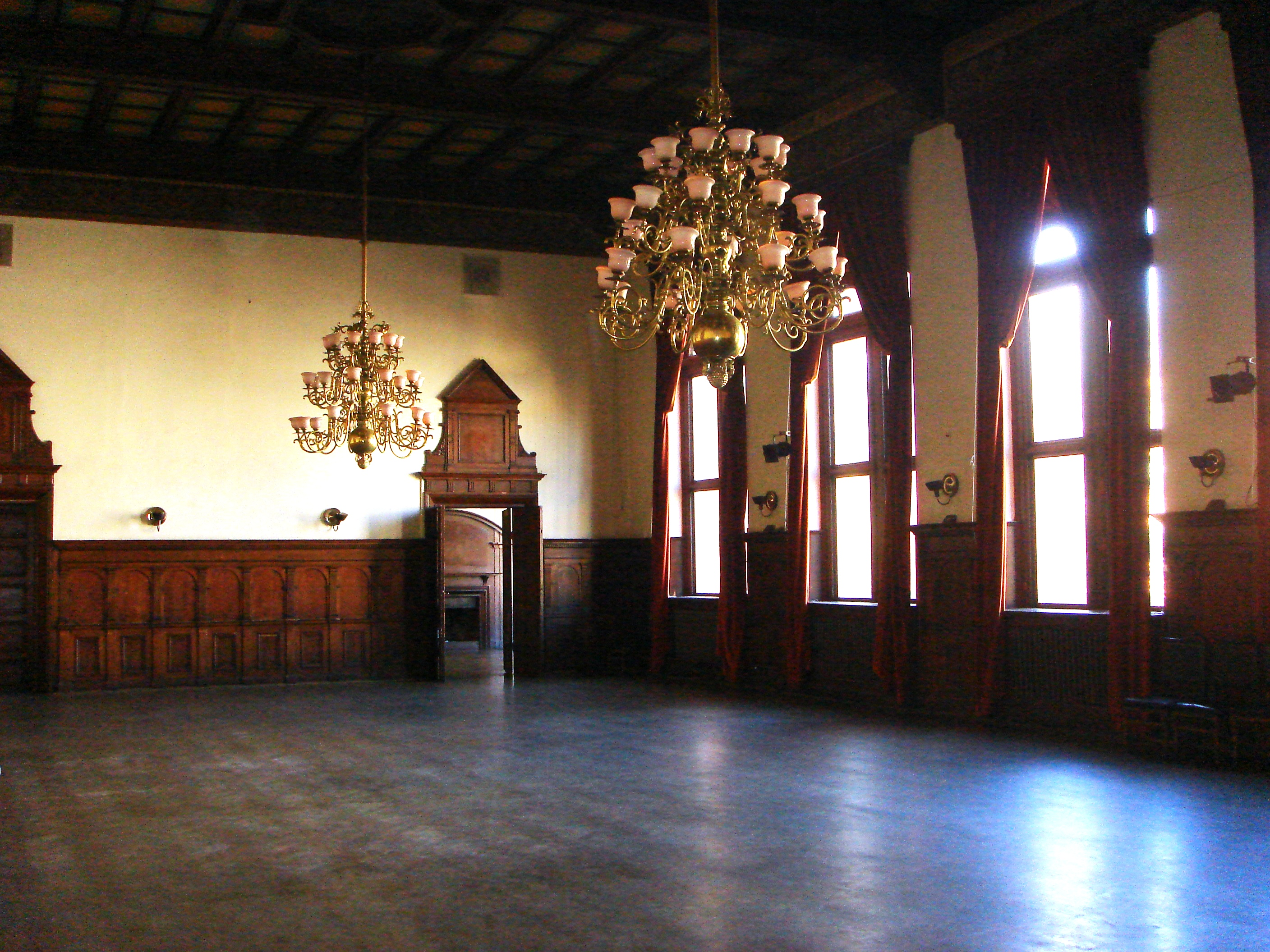
Norrlands nations stora festsal.

Vid Uppsala universitet finns det sex godkända studentkårer: för farmaceutiska fakultetens studenter gäller medlemskap i Farmacevtiska studentkåren (eller mer informellt Farmis), studenter inom Teknisk-naturvetenskapliga fakulteten (utom Gotland) omsluts av Uppsala teknolog- och naturvetarkår, studerande inom det geografiska området Gotland företräds av Gotlands Studentkår Rindi. Studenter vid den Juridiska fakulteten tillhör den Juridiska föreningen som fick kårstatus 2016. Studenter vid den Företagsekonomiska institutionen samt den Nationalekonomiska institutionen tillhör Föreningen Uppsalaekonomerna som också erhöll kårstatus 2016. Övriga studenter tillfaller Uppsala studentkår.
Studenterna organiserar sina sociala aktiviteter i nationerna. 
Studenterna kan äta mat och dricka öl till en låg kostnad på nationerna. De kan också engagera sig i de mångtaliga intresseföreningarna: orkestrar, körer, teatergrupper, kulturföreningar och annat som finns vid varje studentnation och den Farmacevtiska studentkåren.
Vid sidan om nationerna och studentkårerna finns det även ett stort antal studentföreningar med frivilligt medlemskap i Uppsala.

## Personer

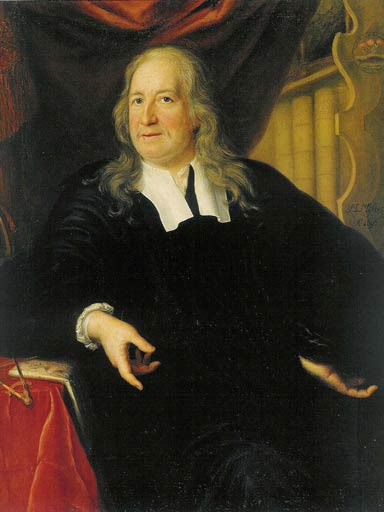
Rudbeck d.ä.

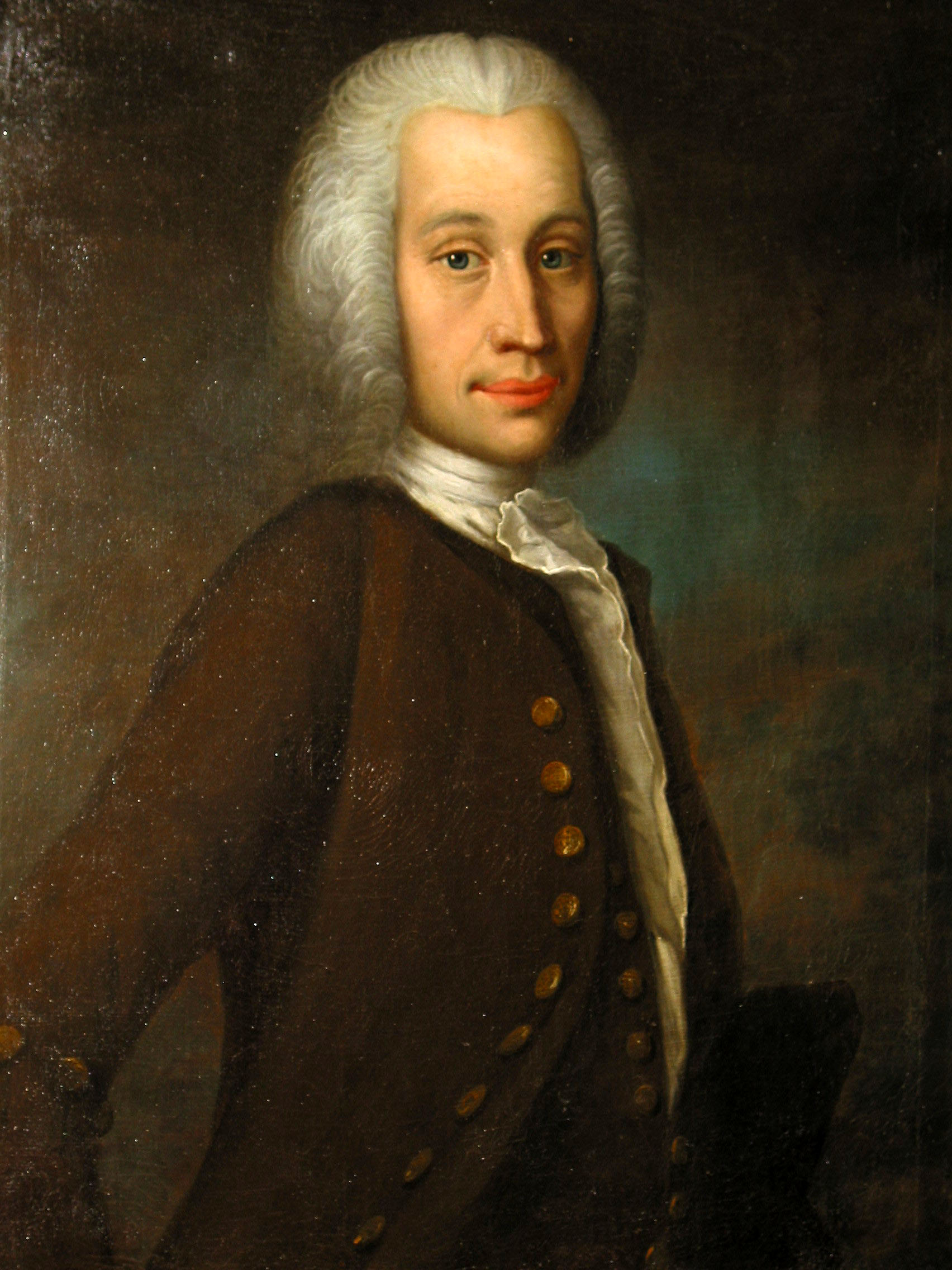
Celsius

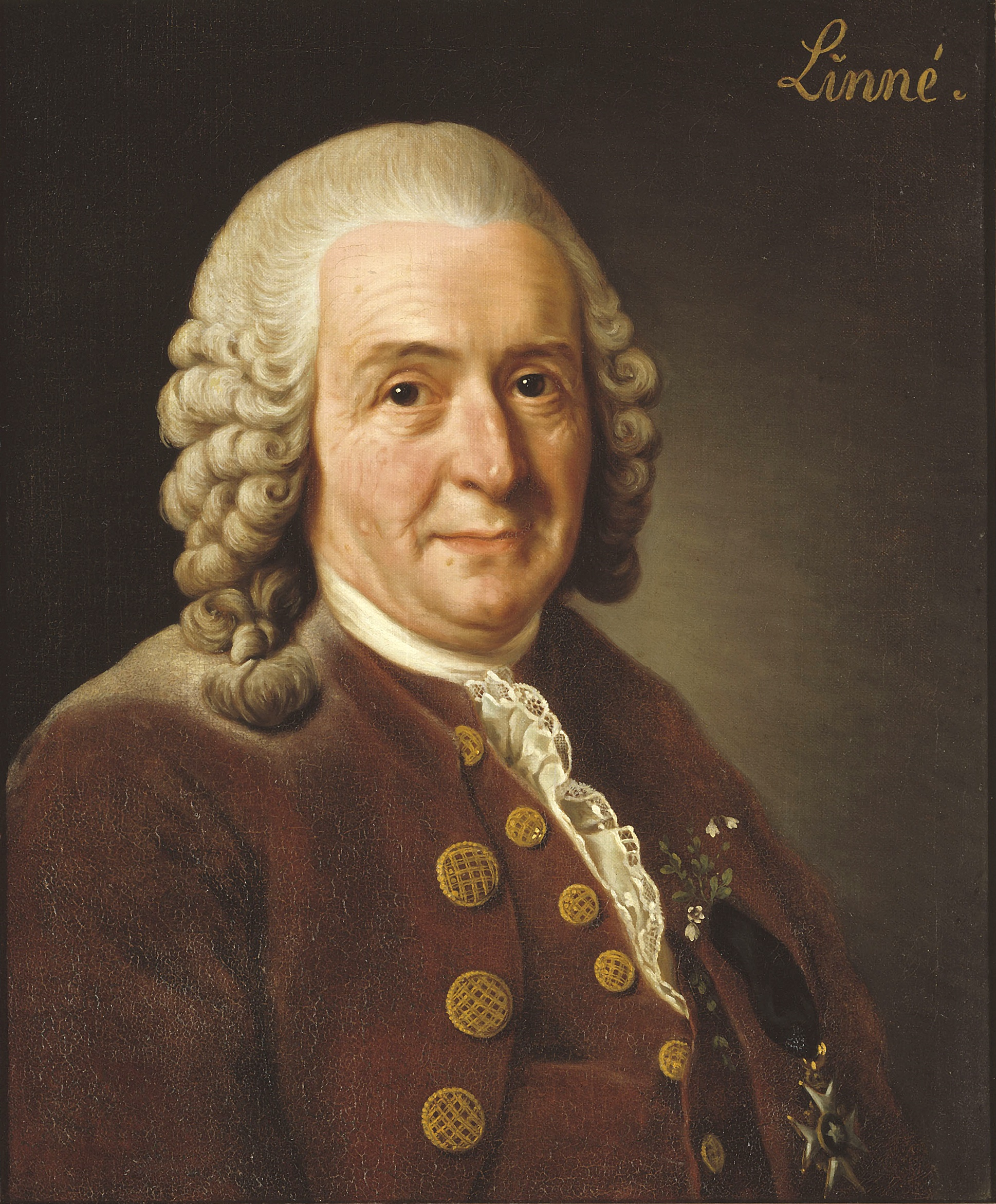
von Linné

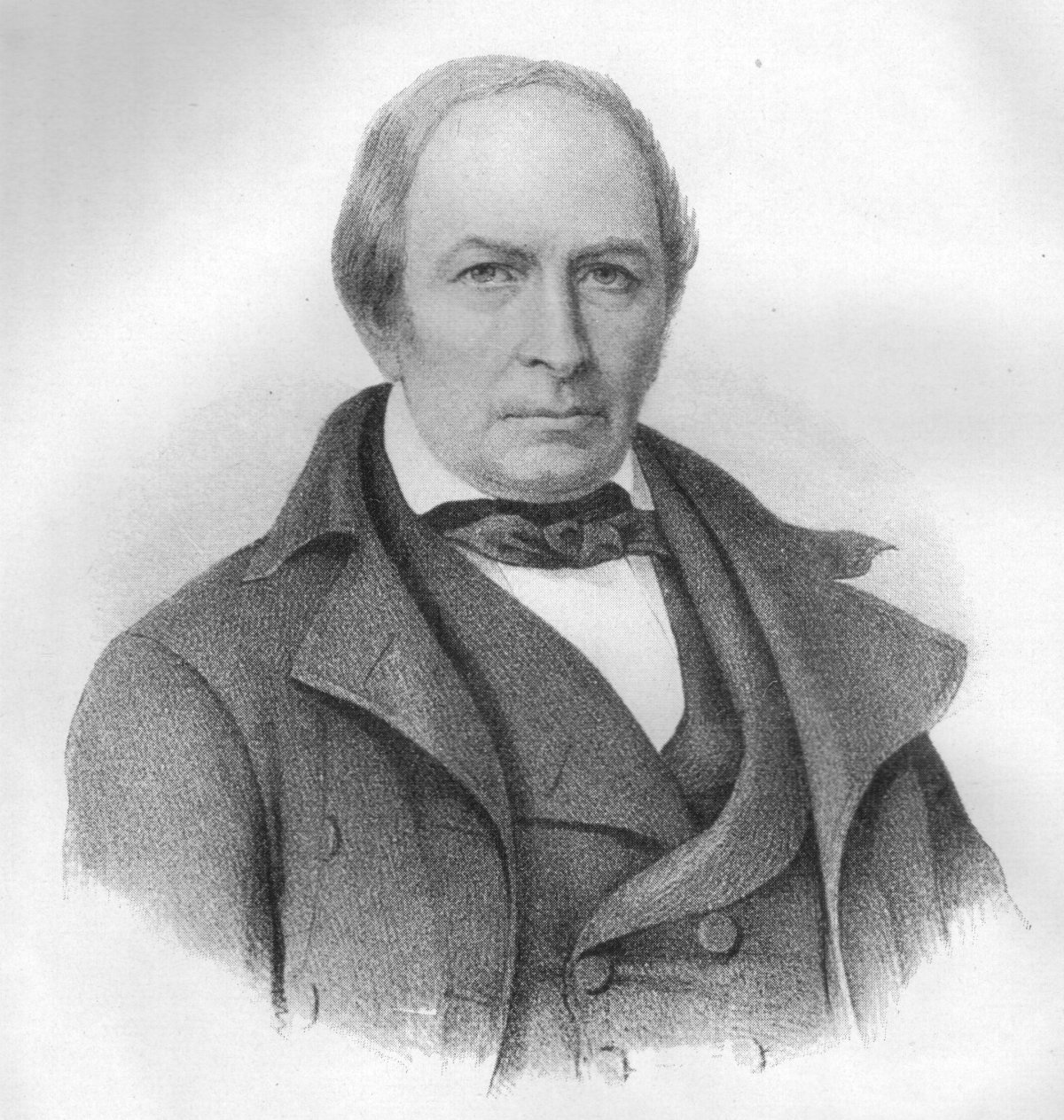
Geijer

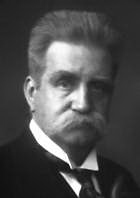
Branting

Karlfeldt

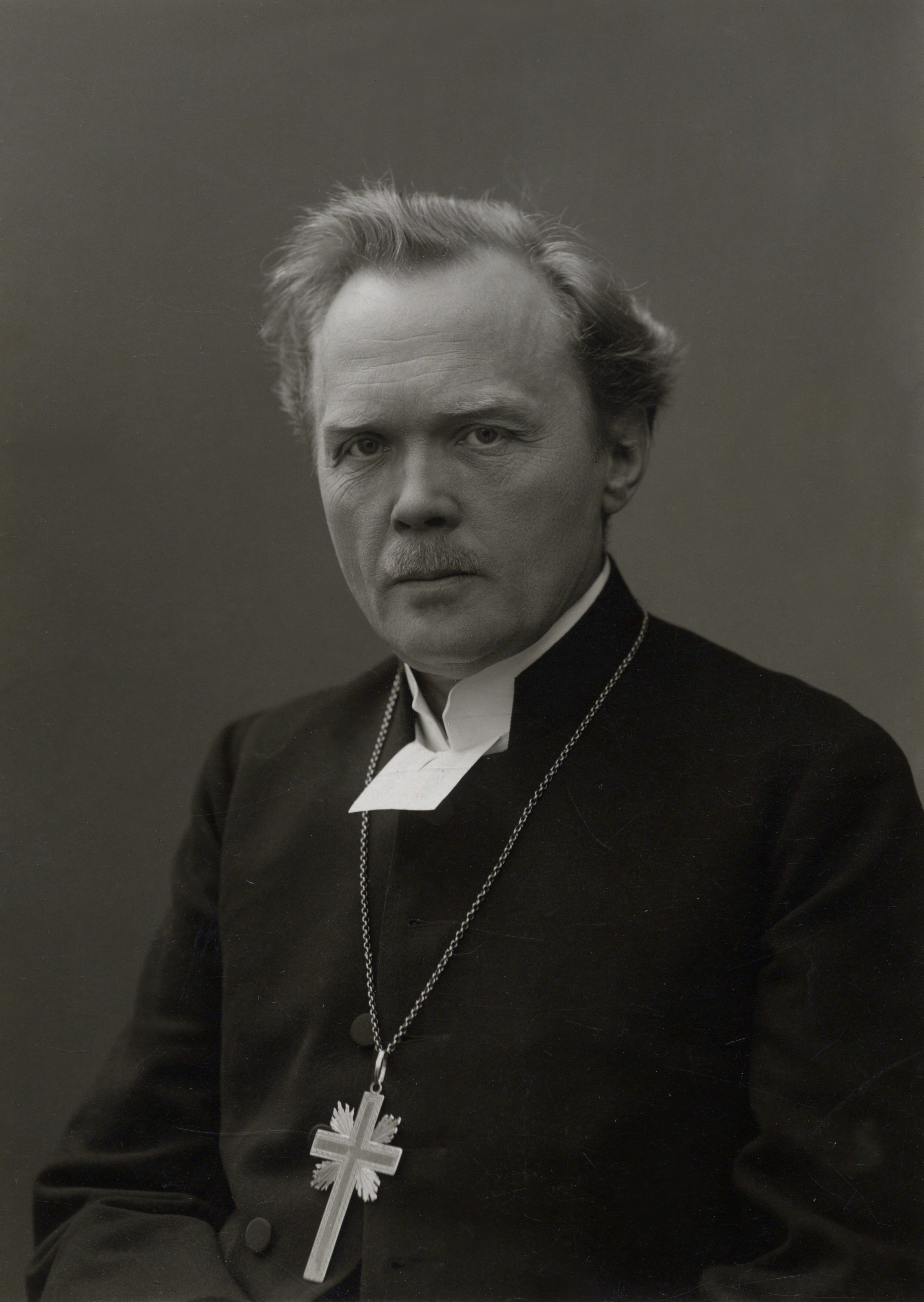
Söderblom

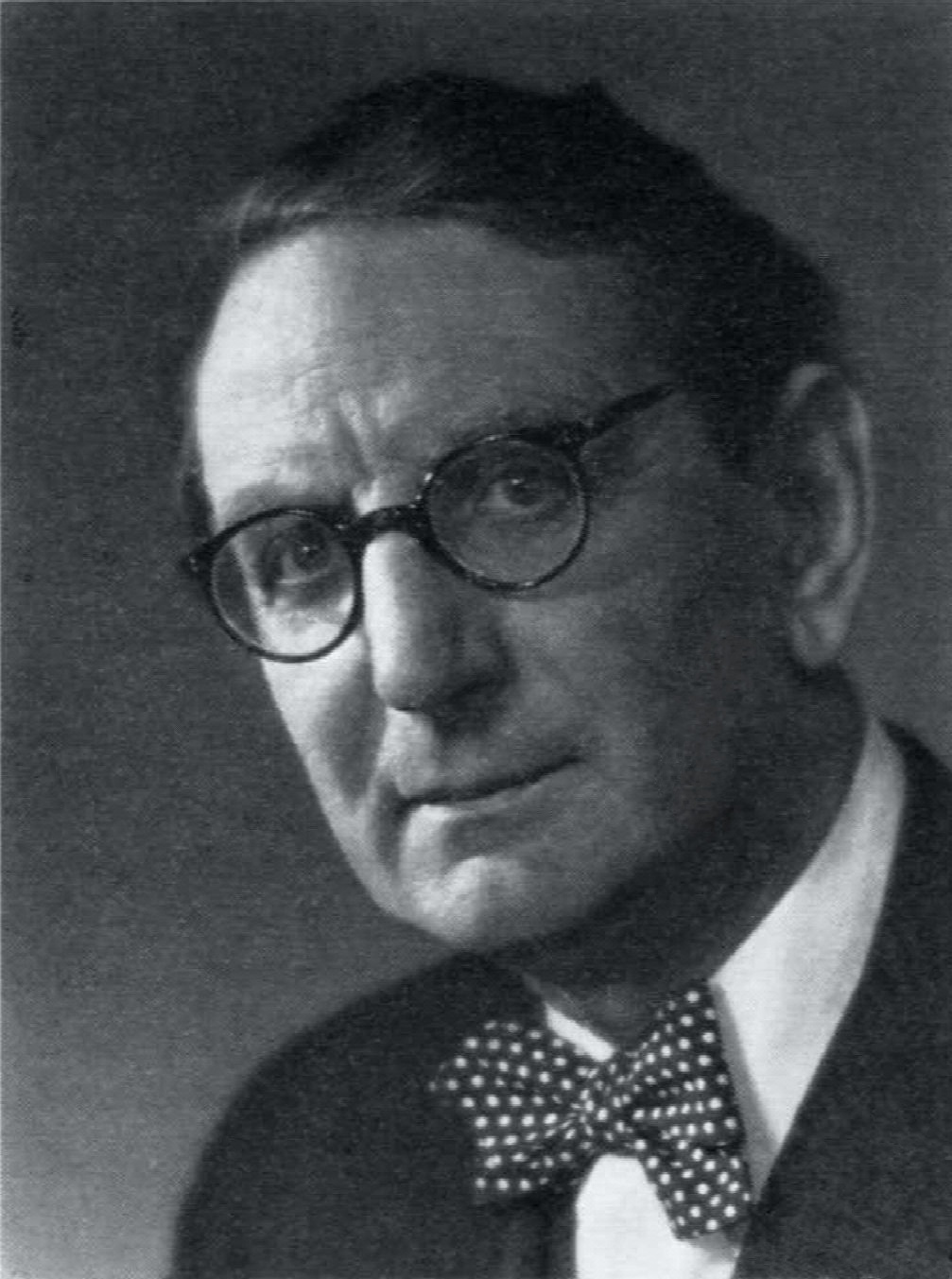
Larsson

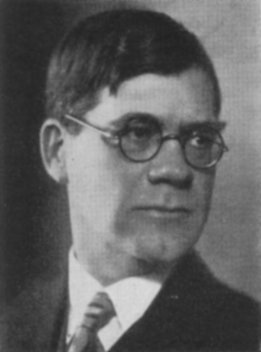
Undén

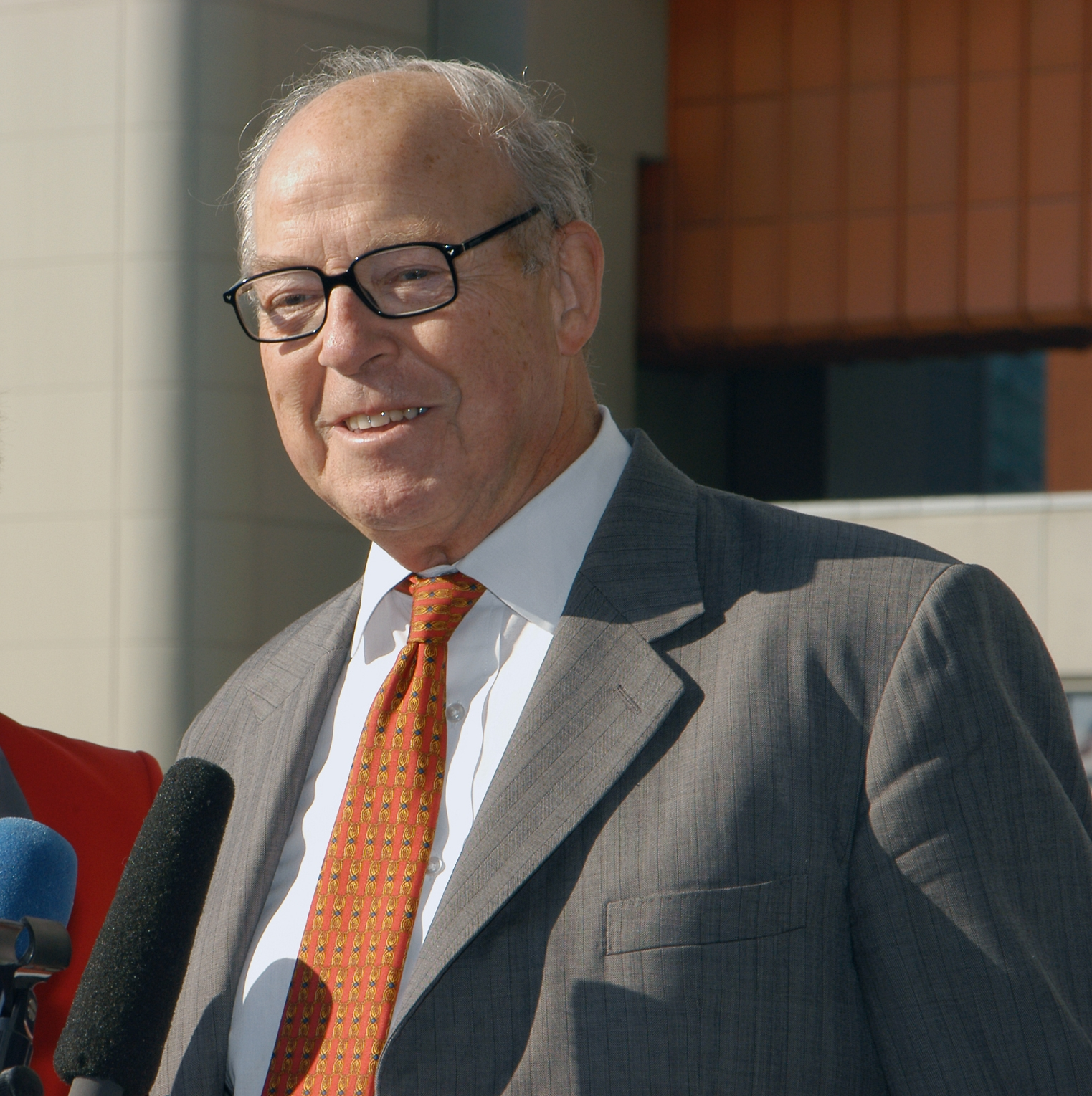
Blix

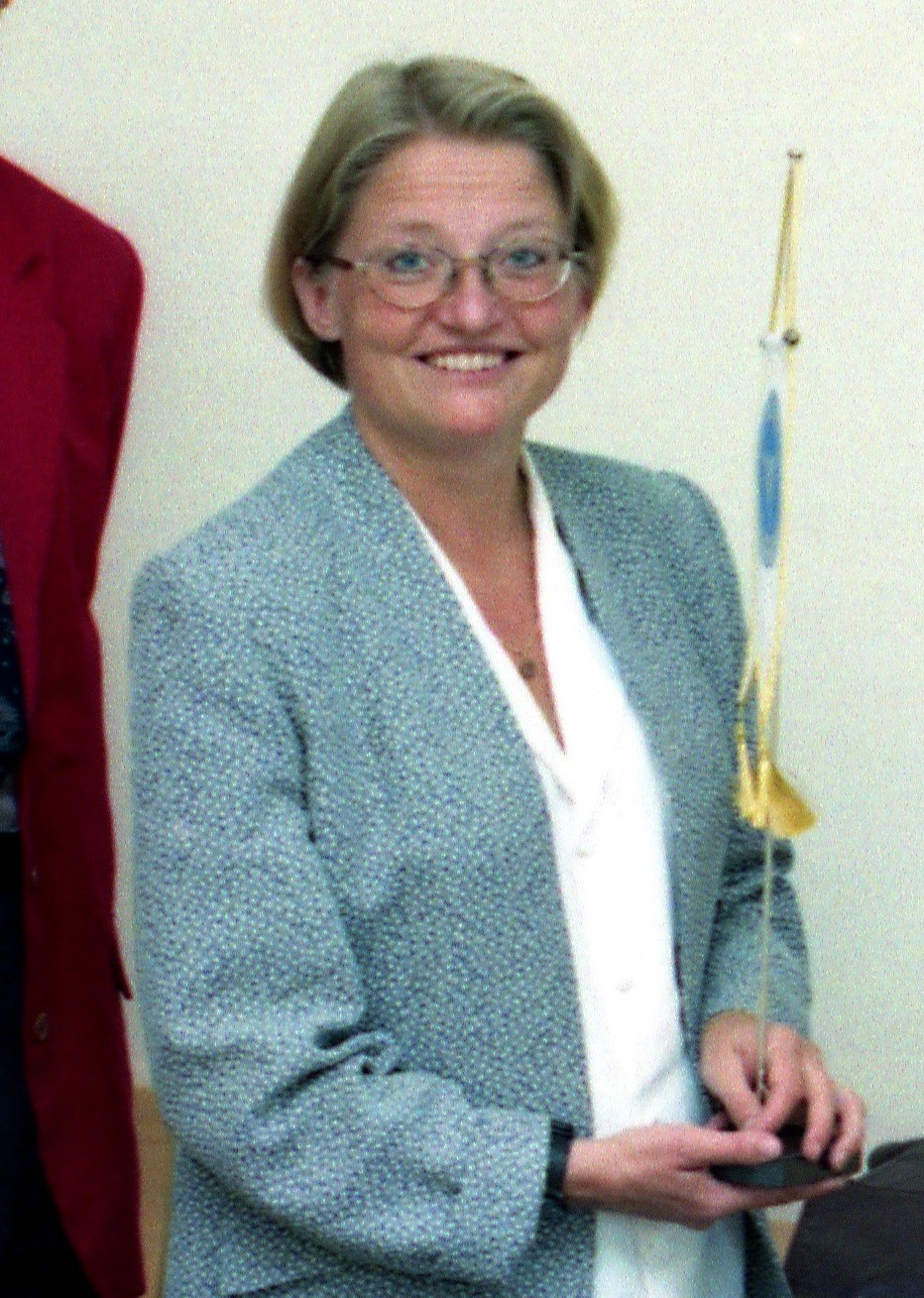
Lindh

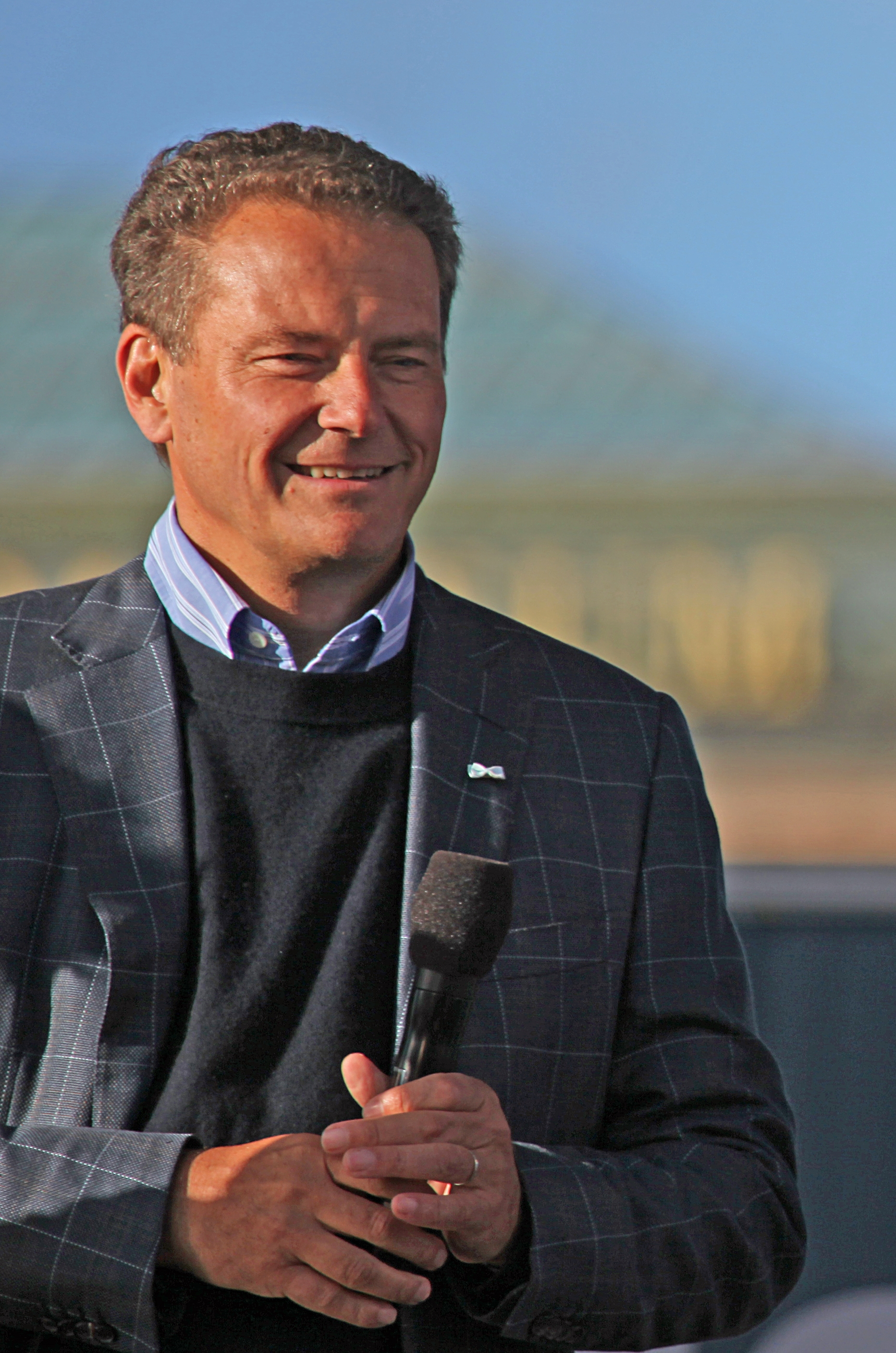
Svanberg

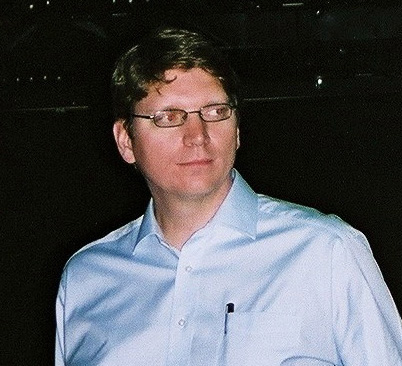
Zennström

Ett urval av personer med anknytning till Uppsala universitet. Mottagare av Nobelpriset markerade. Se också professorslängd för Uppsala universitet till 1700.

### Professorer och forskare (urval)
- Olof Rudbeck d.ä. (1630–1702) – anatom
- Anders Celsius (1701–1744) – astronom
- Carl von Linné (1707–1778) – botaniker, läkare och zoolog
- Erik Gustaf Geijer (1783–1847) – historiker mm
- Allvar Gullstrand (1862–1930)
- Nathan Söderblom (1866–1931)
- Axel Hägerström (1868–1939) – filosof
- Ernst Trygger (1857–1943) – jurist, statsminister
- Robert Bárány (1876–1936)
- The Svedberg (1884–1971)
- Manne Siegbahn (1886–1978)
- Östen Undén (1886–1974) – universitetskansler, utrikesminister
- H.S. Nyberg (1889–1974) – semitiska språk
- Alva Myrdal (1902–1986)
- Arne Tiselius (1902–1971)
- Hugo Theorell (1903–1982)
- Ingemar Hedenius (1908–1982) – filosof
- Kai Siegbahn (1918–2007)
- Hans Rosling (1948–2017) – medicinare
- Svante Pääbo (1955–) – genetiker

### Alumner (urval)
- Johan Oxenstierna (1612–1657) – riksmarskalk
- Magnus Gabriel De la Gardie (1622–1686) – riksdrots
- Carl Michael Bellman (1740–1795) – skald
- Carl Jonas Love Almqvist (1793–1866)
- Lars Levi Læstadius (1800–1861) – präst, botanist och väckelseledare
- Gunnar Wennerberg (1817–1901) – skald, ecklesiastikminister och landshövding
- Elis Fischer (1834-1889) – riksdagsledamot, bankdirektör och häradshövding
- Salomon Eberhard Henschen (1847–1930), botanist, internist, neurolog,
- August Strindberg (1849–1912) – författare, dramatiker och bildkonstnär
- Svante Arrhenius (1859–1927)
- Hjalmar Branting (1860–1925), statsminister
- Gustaf Fröding (1860–1911) – författare och poet
- Erik Axel Karlfeldt (1864–1931)
- Yngve Larsson (1881–1977) – fil.dr., borgarråd, stadsbyggare
- Pär Lagerkvist (1891–1974)
- Per Jacobsson (1894–1963) – VD Internationella valutafonden
- Karin Boye (1900–1941) – författare
- Dag Hammarskjöld (1905–1961)
- Hannes Alfvén (1908–1995)
- Sverker Åström (1915-2012) – FN-ambassadör
- Sture Linnér (1917–2010) – FN-diplomat
- Tage Danielsson (1928–1985) – författare och komiker
- Hans Blix (född 1928) – utrikesminister, IAEA-ordförande med mera
- Jan Mårtenson (född 1933) – biträdande generalsekreterare FN
- Anna Lindh (1957–2003) – utrikesminister
- Fredrik Lindström (född 1963) – lingvist, komiker
- Thomas Östros (född 1965) – riksdagsman och före detta minister, senast näringsminister
- Anders Borg (född 1968) – finansminister
- Nyamko Sabuni (född 1969) – integrations- och jämställdhetsminister

#### Svenska monarker
- Karl X Gustav
- Karl XII
- Oscar I
- Karl XV
- Oscar II
- Gustaf V
- Gustaf VI Adolf
- Carl XVI Gustaf

#### Statsministrar
- Louis De Geer (1818–1896)
- Carl Johan Thyselius
- Robert Themptander
- Erik Gustaf Boström
- Johan Ramstedt
- Karl Staaff
- Hjalmar Hammarskjöld
- Carl Swartz
- Nils Edén
- Hjalmar Branting
- Louis De Geer (1854–1935)
- Oscar von Sydow
- Ernst Trygger
- Rickard Sandler

#### Industrimän
- Christopher Polhem (1661–1751)
- Gustaf de Laval (1845–1913)
- Frans Kempe (1847–1924)
- Marcus Wallenberg (1864–1943)
- Tor Bonnier (1883–1976)
- Lars Ramqvist (född 1938)
- Hans Dalborg (född 1941)
- Jan Stenbeck (1942–2002) – entreprenör, finansman, mediaägare
- Carl-Henric Svanberg (född 1952)
- Thomas Sandell (född 1964) – entreprenör, investmentbankir, dollarmiljardär
- Hans Vestberg (född 1965)
- Niklas Zennström (född 1966)

### Hedersdoktorer (urval)
Fullständig förteckning i: Torgny Nevéus, Honoris causa. Hedersdoktorer och hedersmedlemmar. Uppsala universitet 1800-2000. Förteckningar uppgjorda och kommenterade, (Acta Universitatis Upsaliensis. Skrifter rörande Uppsala universitet. C. Organisation och historia 67.) Uppsala 2000.
- Hugo Alfvén
- Kofi Annan
- Aage Bohr
- Boutros Boutros-Ghali
- Noam Chomsky
- Umberto Eco
- Jan Eliasson
- Eric Ericson
- Jane Goodall
- Richard Heck
- P.C. Jersild
- Erik Axel Karlfeldt
- Walter Kasper
- Nelson Mandela
- Elinor Ostrom
- Desmond Tutu
- James Watson

### Hedersmedlemmar
Uppsala universitets högsta utmärkelse är hedersmedlemskap. Universitetet har 2017 tre hedersmedlemmar.
- Carl XVI Gustaf
- Akihito
- Anders Wall
- Peter Wallenberg